# St. Familia (Kassel)

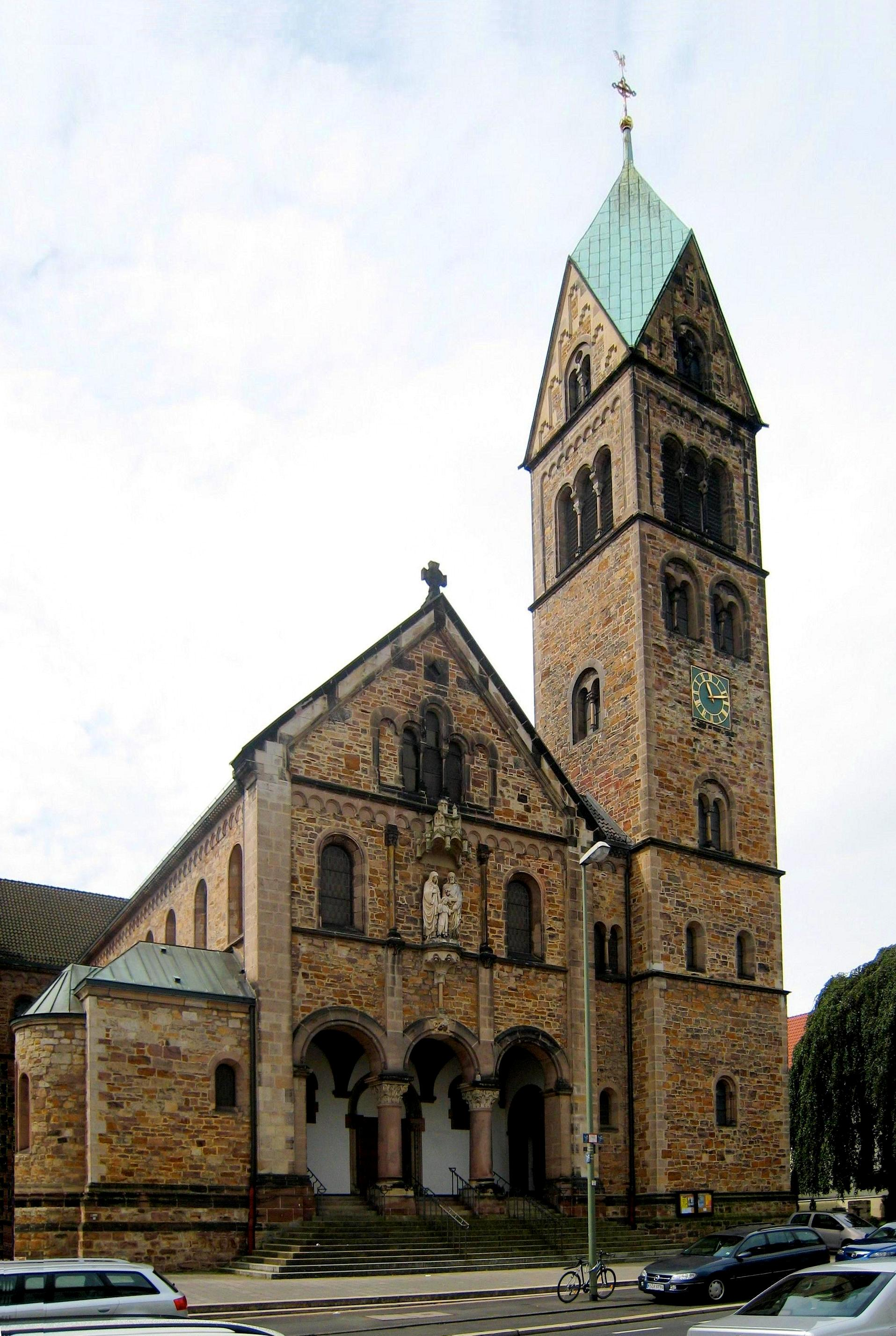
Pfarrkirche St. Familia

St. Familia ist eine römisch-katholische Pfarrkirche in Kassel-Mitte, die zum Bistum Fulda gehört. Sie steht an der Kölnischen Straße.

## Geschichte
Nach 1866 wurde die zu dem Zeitpunkt einzige katholische Pfarrkirche St. Elisabeth zu klein: Kassel war nach der Annexion Kurhessens durch Preußen Provinzhauptstadt mit Oberpräsidium, Regierungspräsidium und weiteren Behörden geworden, und die Gemeinde wuchs nun auch durch den Zuzug aus katholischen Provinzen Preußens an; als weitere Faktoren kamen der Aufschwung der Industrie und Wirtschaft sowie der weitere Ausbau als preußische Garnisonstadt hinzu. Zudem betreute die Pfarrei um 1891 ein Gebiet von 1400 km², auch wenn es sich 1895 (mit Gründung der Pfarrei Rinteln) auf immer noch 920 km² reduzierte. Obwohl in St. Elisabeth mehrere Gottesdienste gehalten wurden, konnte das kleine, als Hofkirche konzipierte Gotteshaus die Gläubigen bei weitem nicht mehr fassen.
Im Jahr 1890 konnte ein Grundstück an der Kölnischen Straße nahe dem Bahnhof erworben werden; während das bestehende Wohnhaus sich als Pfarrhaus anbot, blieb daneben noch genügend Platz für den Kirchenneubau. 1897 begannen die Bauarbeiten, und schon 1899 wurde die Kirche geweiht. 1908 wurde die St.-Familia-Gemeinde eine eigenständige Pfarrei.
Bau und Ausstattung wurden ganz wesentlich durch zahlreiche kleine und große Spenden, durch Benefizveranstaltungen und auch durch Vermächtnisse einzelner Geistlicher ermöglicht. Der steinerne Taufstein (ohne die hohe Abdeckung erhalten) konnte 1912 aufgestellt werden. Die von Anfang an geplante Ausmalung der Kirche wurde 1914 begonnen (Chor), 1916 fortgesetzt und in den Jahren 1919/20 vollendet. Die figürlichen Szenen stammten vom Kirchenmaler Willy Stucke: in Chor und Querhaus unterhalb des Gurtgesimses Szenen aus dem Leben der hl. Familie; im Langhaus zwischen Gurtgesims und Fenstern Szenen aus dem öffentlichen Wirken Christi; in der Apsis Christus als Weltenrichter, mit Maria und Joseph, darunter drei Engel und (beiderseits) die zwölf Apostel; in der Bogenzwickeln über der Apsis Gruppen von Engeln, beiderseits der beiden Nebenapsiden die vier Evangelisten; in den Zwickeln der Vierungsbögen Gestalten aus dem Stammbaum Christi und die vier großen Propheten, in den Zwickeln der Arkadenbögen Heilige und Personifikationen.
Unter der Orgelempore wurde an die im Ersten Weltkrieg gefallenen Gemeindemitglieder erinnert, mit einer Pietá oben über dem Haupteingang, im Tympanon des Haupteingangs der segnende Erlöser. In der Taufkapelle war die Taufe Christi dargestellt. Der Entwurf für die dekorative Ausmalung stammte überwiegend vom Kasseler Zeichenlehrer Ferdinand Krämer (bis zur Bildhöhe auch von ihm selbst und seiner Tochter ausgeführt): in den unteren Wandzonen handgemalte Teppichmuster Krämers mit symbolischen Tierdarstellungen, in den Bogenlaibungen ornamentale Darstellungen, außerdem Friese unterhalb der Holzdecke und oberhalb der Gurtgesimses in Querhaus und Chor sowie in den Fensterlaibungen. Die Kapitelle waren polychrom und teilvergoldet, an den Apsiden ganz vergoldet, die Holzdecke geölt, mit roten Balken.
Bei einem Bombenangriff in der Nacht vom 8./9. September 1941 wurde der westliche Querhausarm durch eine Sprengbombe stark zerstört; Dach, angrenzende Ausstattung und Hauptapsis erlitten dabei ebenfalls Schäden. Provisorisch wich man in die Turnhalle der Engelsburg aus, bis Kirche und Altarraum wieder nutzbar gemacht waren. Beim großen Angriff am 22./23. Oktober 1943 brannte die Kirche dann vollständig aus. Nach dem Krieg erfolgten 1948 und 1950 erste Sicherungsarbeiten (v. a. Turm und neue Säulen der Langhausarkaden), 1951–1953 wurde dann – abermals auf der Grundlage von Spenden und einzelnen Benefizveranstaltungen – der Wiederaufbau unternommen (Architekt Johannes Trelle). Die damals geplante Neuausmalung kam allerdings bis heute nicht zustande.
1968/1969 passte man die Kirche nach Plänen von Josef Bieling und Heinrich Söller den Maßgaben des Zweiten Vatikanischen Konzils an und setzte außerdem wieder Buntglasfenster ein, nach Entwürfen von Else Hildegard Bircks. Um 1983 wurden Dach, Fassaden und Turm instand gesetzt, dabei auch wieder eine Turmuhr angebracht. 1986/1987 konnten zumindest Teile der ornamentalen Ausmalung rekonstruiert werden. Dabei konnte die Bemalung der Arkadenlaibungen unter der Orgelempore und auf der Ostseite nach Befund wiederhergestellt werden; die Westseite wurde analog zur Ostseite gestaltet. In der Hauptapsis konnte ein Rest des Teppichmusters freigelegt und als Musterachse wiedergestellt werden, nach oben und unten ergänzt (ehemals der hellgrüne Grund allerdings über die ganze Höhe einheitlich, die Adler mit vergoldeten Schnäbeln und Krallen). Die Laibungen der Vierungsbögen greifen das Muster einer östlichen Arkadenlaibung auf. Zugleich wurden die Flachdecken der Wiederaufbauzeit (nun stilistisch zur Kirche passender) im Sinne von Kassettendecken überarbeitet, durch Abnahme unterer Platten.

## Architektur

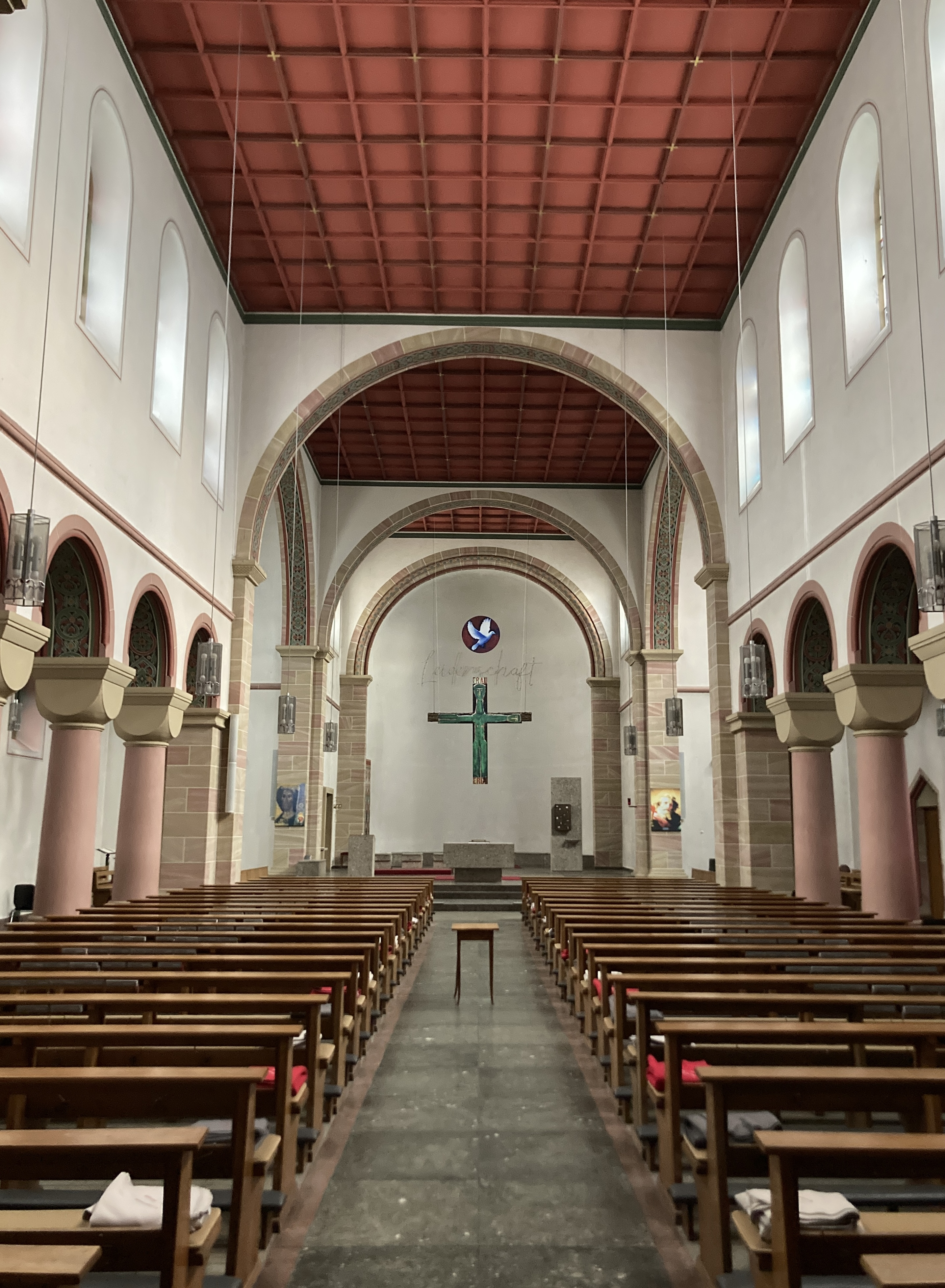
Blick in Richtung des Chores

Nachdem ein Architektenwettbewerb im Jahr 1890 zu keinem befriedigenden Ergebnis geführt hatte, entschied man sich für einen Vorentwurf von Georg Kegel; vor der Ausführung wurde er nach Vorschlägen des Dechanten Leopold Stoff allerdings noch grundlegend durch den (aus Kassel stammenden) Charlottenburger Architekturprofessor Christoph Hehl überarbeitet. Es handelt sich um eine neuromanische Basilika auf Kreuzgrundriss. Wegen des Bauplatzes ist sie nicht orientiert, sondern mit der Rundapsis nach Süden ausgerichtet. Die Portalfassade im Norden wird von der Taufkapelle (Ostseite) und dem Glockenturm (Westseite) eingefasst. Sie ist mit einer dreibogigen Säulenvorhalle und (darüber) einer Skulpturengruppe der Heiligen Familie (Bildhauer Heise in Warburg) gestaltet. Der Innenraum ist (mit Ausnahme der Apsiden) flachgedeckt; äußere und innere Vorhallen, Taufkapelle und Seitenschiffe wurden eingewölbt. Im Zwickel zwischen Chor und östlichem Querhausarm schließen Sakristei und (zum Akazienweg hin) der ehemalige Paramentensaal an. Im äußeren Aufriss zeigen sich Bruchsteinflächen und Architekturteile aus Werkstein, die Wand- und Gewölbeflächen der äußeren Vorhalle sind verputzt. Wegen der von vornherein geplanten Ausmalung wurde das Mauerwerk doppelschalig angelegt (innen Ziegelmauerwerk, dazwischen eine Luftschicht). Die Arkaden der äußeren Vorhalle, der Orgelempore und der Seitenschiffe werden von Säulen getragen (die Kapitelle im Inneren ehemals nach Entwürfen Georg Kegels); die Orgelempore reicht dabei auch über die äußere Vorhalle hinweg. Ein umlaufendes Gurtgesims trennt im Inneren den Obergaden der Hochschiffe von der Arkadenzone ab. In der Hauptapsis hatte man wegen der geplanten Ausmalung auf Fenster verzichtet (Kegel hatte sie vorgesehen), und ein großer Baldachin-Altar war aus Kostengründen nicht zustande gekommen. Außer der Hauptapsis am um mehrere Stufen erhöhten Chor gibt es noch zwei Nebenapsiden auf der Südseite der Querhausarme, ehemals für Seitenaltäre (hl. Kunigunde im Ostarm, hl. Heinrich im Westarm – mit regionalem Bezug). Die Kanzel stand am nordöstlichen Vierungspfeiler.
Beim Wiederaufbau durch Johannes Trelle wurde der historische Charakter im Ganzen gewahrt. Die schwierigen Umstände der Nachkriegszeit bedingten allerdings einzelne Vereinfachungen zerstörter Details: An der Chorapsis verzichtete man auf die seitlichen Dreiviertelsäulen (vgl. noch im Bogen), ebenso an den Nebenapsiden (dort auch die Bögen vereinfacht). Die Basen und Kapitelle der Langhausarkaden wurden bei Erneuerung der brandgeschädigten Säulen 1950 ebenfalls stark vereinfacht (natursteinfarbiger Betonguss, heute wieder überfasst), während die beiden (allerdings schlankeren) Säulen der Westempore noch einen Eindruck der ursprünglichen Gestaltungsweise vermitteln. Die Rahmung der Sakristeitür wurde ganz erneuert, und im Querschiff verzichtete man auf die Gurtgesimse (erst 1986/87 wieder ergänzt). Die Vierungspfeiler und die seitlichen Arkadenpfeiler sind heute dünner, da die ursprüngliche Verblendung mit Steinplatten nicht wieder ersetzt wurde, und in den Seitenschiffen verzichtete man auf die erneute Einwölbung, in der Vorhalle auf einen hohen Sandsteinsockel mit abschließendem Bandmuster; das völlig zerstörte Tympanon des Hauptportals wurde als einfache Fläche gestaltet. Andere Änderungen sind dagegen funktional begründet: In den Querhausarmen ließ man (wohl wegen der Blendeffekte) die Südfenster über den Nebenapsiden fort, im westlichen Querhausarm die Tür in den Pfarrgarten, im östlichen eine Mauernische (darin ehemals ein 1943 zerstörtes Relief von Heinrich Gerhardt). Die zerstörte Taufkapelle wurde mit anderer Anordnung der Fenster wiederaufgebaut; an ihrer Apsis erinnert eine lateinische Inschrift außenseitig an eine Spende von Papst Pius XII. für den Wiederaufbau der Kirche. Der Fußboden in den Gängen wurde derart in Terrazzo-Technik ausgeführt, dass er bei künftiger Politur den Eindruck von Marmor vermitteln sollte.

## Orgel und Glocken
Auf der Empore  hinteren Teil der Kirche befindet sich die Orgel. Sie ist ein Werk von Orgelbau Simon aus Muddenhagen, das im Jahr 1996 entstand. Das Instrument verfügt über 34 Register auf drei Manualen und Pedal.
Seit 2015 hat die Kirche wieder ein vierstimmiges Glockengeläut aus Bronze. Während des Zweiten Weltkriegs waren drei der damals schon vier Glocken zu Rüstungszwecken eingezogen worden. Die überlebende Glocke war 1924 von der Glockengießerei Otto gegossen worden, die drei neuen Glocken wurden von der Glockengießerei Bachert gegossen. Künstlerisch gestaltet wurden sie von Birgitta Schwansee. Die Aufschrift ist ein Bibelvers aus dem Markusevangelium ((Mk 1,15 )), der über alle drei neuen Glocken verteilt ist.
| Glocke | Name                        | Gussjahr | Durchmesser | Gewicht | Schlagton | Aufschrift |
| ------ | --------------------------- | -------- | ----------- | ------- | --------- | --- |
| 1      | Gegenwärtigkeitsglocke      | 2015     | 1580 mm     | 2200 kg | c′        | Die Zeit ist erfüllt                                                                                            |
| 2      | Hoffnungsglocke             | 2015     | 1415 mm     | 1580 kg | d′        | Gottes Wirklichkeit ist nah                                                                                     |
| 3      | Friedensglocke / St. Martin | 1924     | 1205 mm     | 1050 kg | e′        | Nach Sankt Martins Begehren // der dieser Stadt Patron // will ich die Liebe lehren // die Lieb von Gottes Sohn |
| 4      | Vertrauensglocke            | 2015     | 1186 mm     | 0940 kg | f′        | Kehrt um zum Leben und vertraut                                                                                 |